# Opel Performance Center

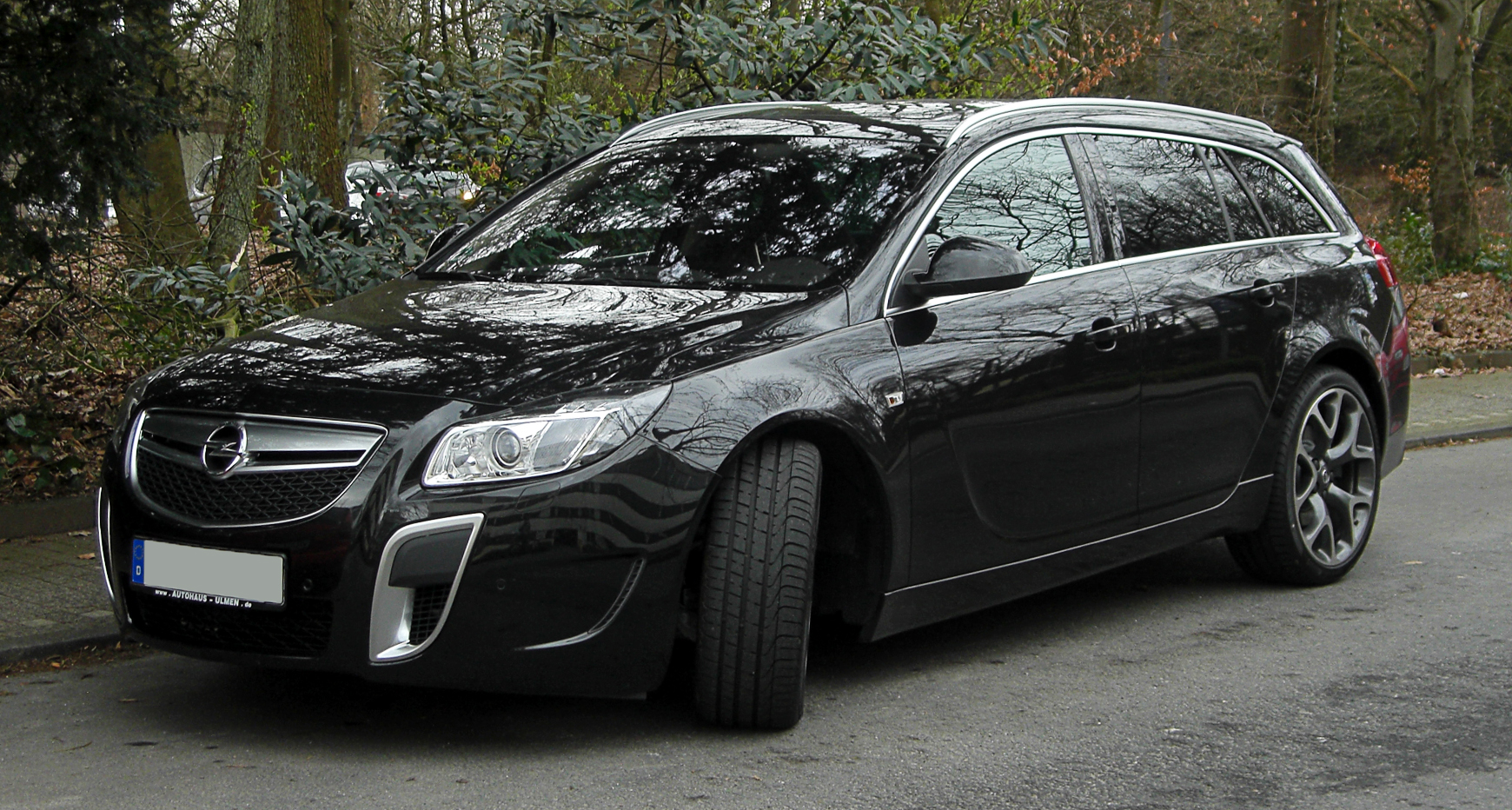
Opel Insignia Sports Tourer OPC

Opel Performance Center, sigla OPC, è stata una divisione della Opel che sviluppava le versioni più sportive delle auto della casa automobilistica tedesca.
Tutte queste auto erano dotate di una linea più sportiva rispetto al modello dalla quale derivavano, grazie all'applicazione di alcune appendici aerodinamiche, agli interni decisamente più sportivi, a cerchi in lega e gomme di maggiori dimensioni e a motori più potenti. Si partiva dal 1.6 turbo benzina da 152 kW (207 CV) dell'Opel Corsa, per arrivare al 2.0 turbo benzina da 206 kW (280 cv) dell'Opel Astra J.
La quinta generazione della Opel Corsa fu l'ultimo modello della Casa a essere prodotto dalla divisione OPC e a utilizzare tale sigla: nel 2017, infatti, usciva di produzione la Astra J OPC (l'ultima della serie prodotta dalla OPC) mentre la Insignia OPC venne sostituita dalla neonata Insignia GSI. Nel 2018 la Corsa OPC, per motivi di omologazione delle emissioni, fu sostituita dalla Corsa GSI.

## Modelli prodotti
- 1999 Opel Astra OPC
- 2001 Opel Zafira OPC
- 2005 Opel Astra OPC
- 2005 Opel Zafira OPC
- 2005 Opel Vectra OPC
- 2006 Opel Meriva OPC
- 2007 Opel Corsa OPC
- 2009 Opel Insignia OPC
- 2011 Opel Corsa OPC Nürburgring Edition
- 2012 Opel Astra OPC
- 2015 Opel Corsa OPC (ultima generazione di Corsa OPC con numerose novità tecniche,tra cui il 1.6 turbo benzina completamente rivisto e portato a 207 CV, sterzo e assetto completamente modificati, introduzione di un telaio con tecnologia FSD sviluppato in collaborazione con gli specialisti della Koni, possibilità di montare un pacchetto Performance (che comprendeva un differenziale completamente meccanico a dischi multipli Drexler, assetto FSD con taratura ancora più sportiva, freni Brembo con dischi portati a 330 mm, cerchi in lega da 18 pollici, pneumatici Michelin Pilot Super Sport).Inoltre nuova Corsa OPC montava un doppio scarico sportivo sviluppato appositamente da Remus, sedili sportivi Recaro, frizione e cambio specifici e con innesti accorciati del 13% rispetto alle Corsa normali, e numerose altre novità sia tecniche che stilistiche).

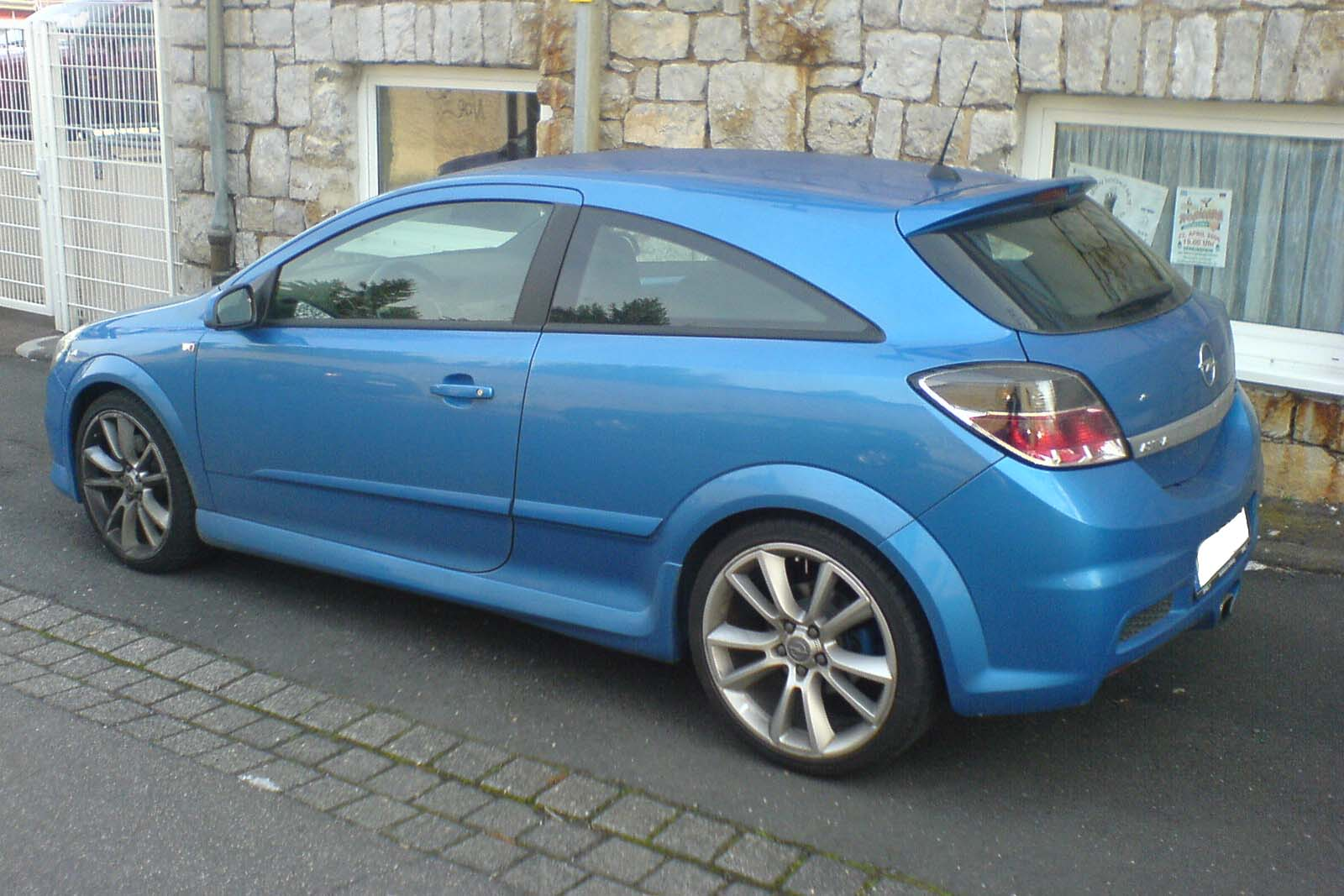
Opel Astra H OPC
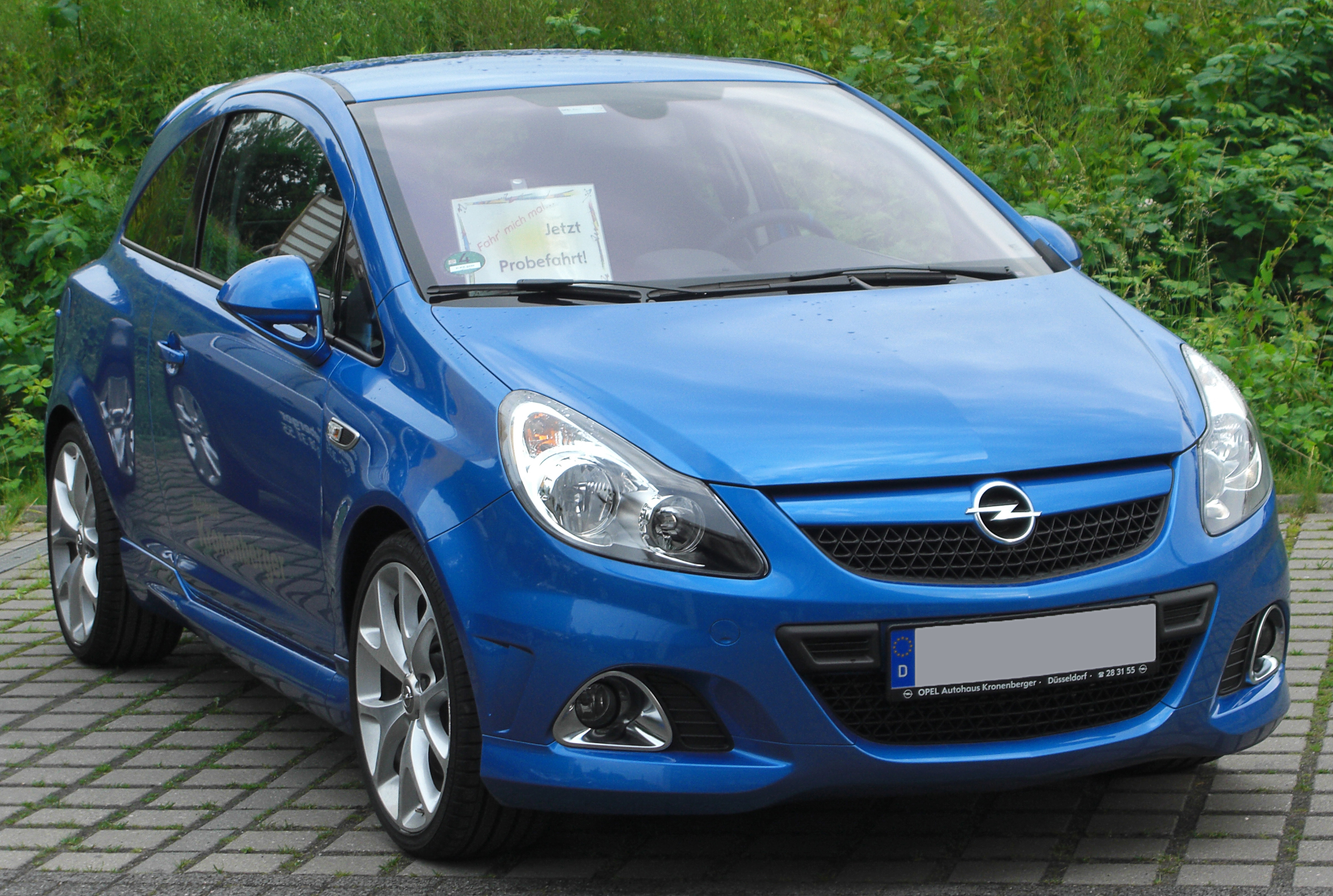
Opel Corsa OPC
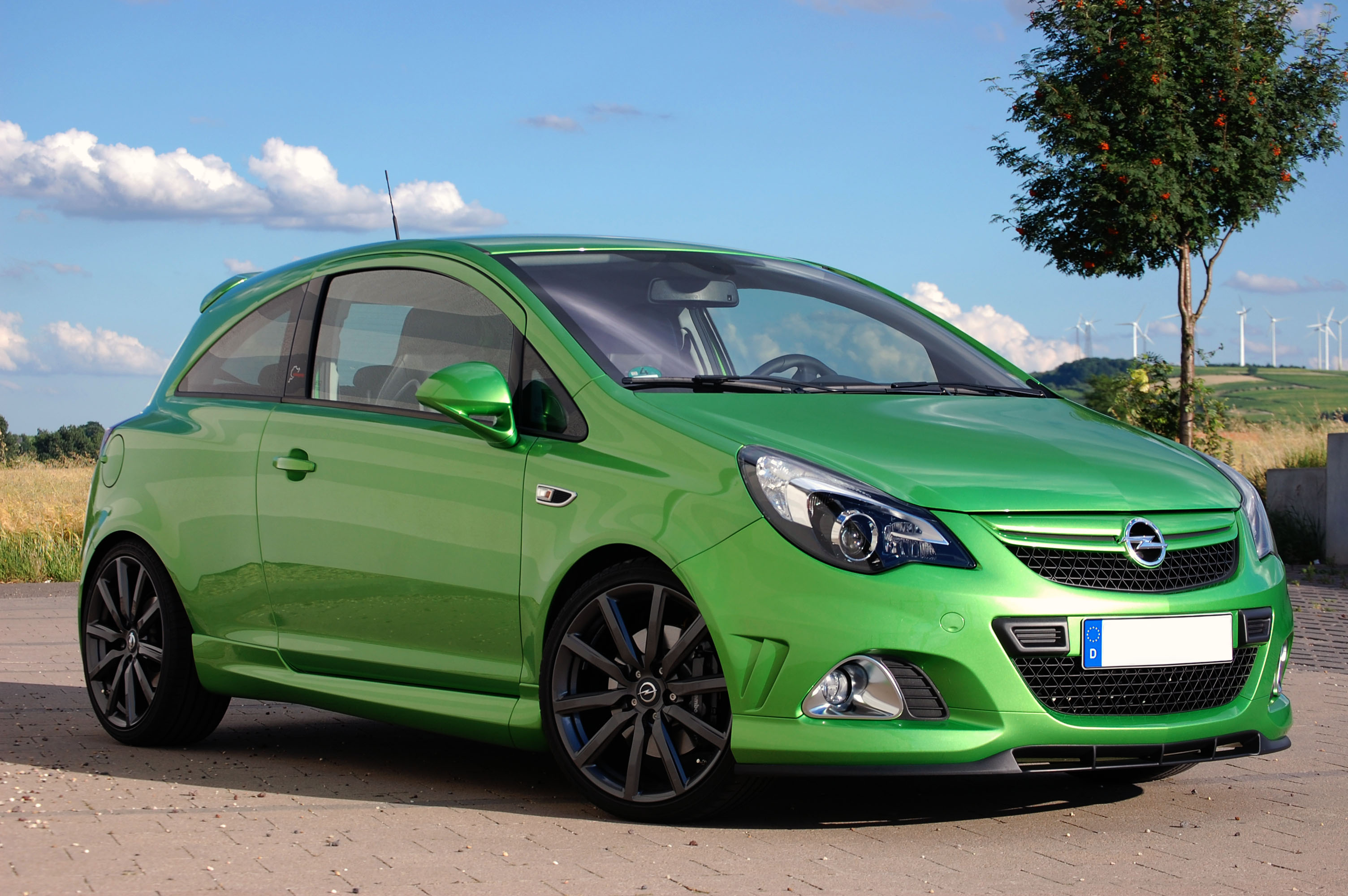
Corsa OPC Nürburgring Edition (aprile 2011)